# Shūji Hayashi
Shūji Hayashi (jap. 林修司 Hayashi Shūji; ur. 27 listopada 1979 w prefekturze Kioto) japoński aktor. Występuje pod pseudonimem Osamu-chan.

## Musicale
- Rock Musical BLEACH - Byakuya Kuchiki
- Rock Musical BLEACH Saien - Byakuya Kuchiki
- Rock Musical BLEACH The Dark of The Bleeding Moon  - Byakuya Kuchiki
- Rock Musical BLEACH Live Bankai Show Code 001 - Byakuya Kuchiki
- Rock Musical BLEACH No Clouds in the Blue Heaven - Byakuya Kuchiki
- Rock Musical BLEACH Live Bankai Show Code 002- Byakuya Kuchiki
- Rock Musical BLEACH Live Bankai Show Code 003- Byakuya Kuchiki
- Rock Musical BLEACH The All - Byakuya Kuchiki

- Hanasakeru Seishōnen: The Budding Beauty - Quinza